# Aturidae
Aturidae zijn  een familie van mijten. Bij de familie zijn 81 geslachten met circa 800 soorten ingedeeld.